# Wayne Automobile Company

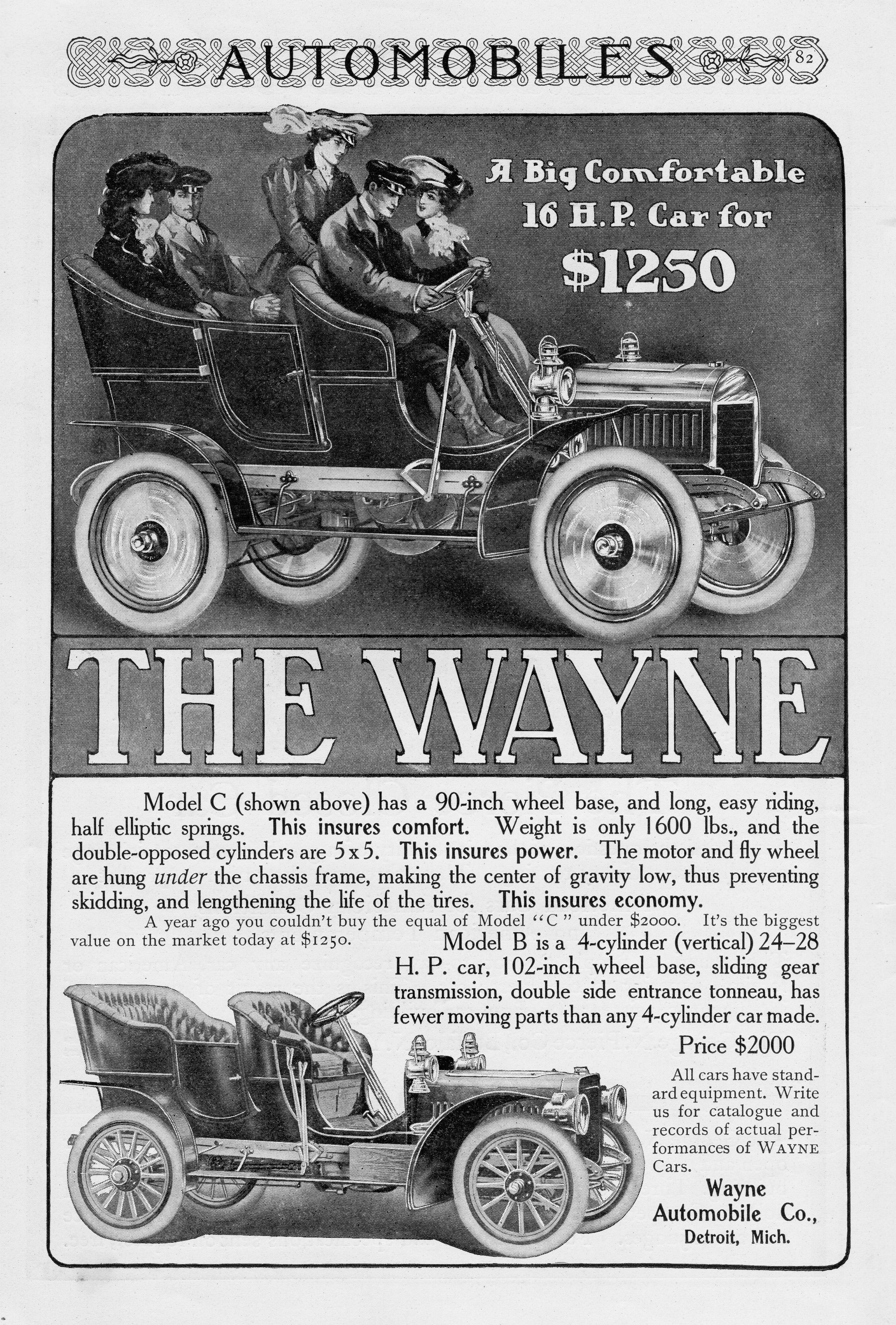
1905 Wayne Model C and Model B

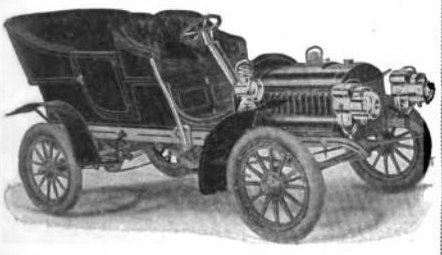
1905 Wayne Model C

Wayne Automobile Company war ein US-amerikanischer Hersteller von Automobilen.

## Unternehmensgeschichte
Der Konstrukteur William E. Kelly gründete 1902 das Unternehmen in Detroit in Michigan. Er suchte Investoren. Daraufhin beteiligten sich J. B. Brook, Charles Palms, E. A. Skae und Roger J. Sullivan. 1904 begann die Produktion von Automobilen. Der Markenname lautete Wayne, benannt nach Anthony Wayne. Im Januar und Februar 1904 standen die ersten Fahrzeuge auf den Automobilausstellungen in New York City und Chicago. 1907 entstanden fast 600 Fahrzeuge. 1907 wurde Byron Everitt Präsident. Im Juni 1908 kam es zum Zusammenschluss mit der Northern Manufacturing Company. Im Sommer 1908 endete die Produktion.
Die Everitt-Metzger-Flanders Company gilt als Nachfolgegesellschaft.

## Fahrzeuge
Die Fahrzeuge werden als solide konstruiert beschrieben. Die kleineren Modelle hatte ein Planetengetriebe und Kettenantrieb, während die größere Modelle ein gewöhnliches Getriebe und Kardanantrieb aufwiesen.
1904 gab es nur das Model A. Es hatte einen Zweizylindermotor mit 16 PS Leistung, der unter dem vorderen Sitz montiert war. Das Fahrgestell hatte 203 cm Radstand. Der Aufbau war ein offener Tourenwagen mit fünf Sitzen.
1905 blieb dieses Modell unverändert. Das Model B hatte den gleichen Motor, aber 229 cm Radstand und war als Tonneau mit seitlichem Zustieg karosseriert. Neu war das Model C. Es hatte einen Vierzylindermotor mit 24 PS Leistung. Der Radstand betrug 259 cm. Einzige Karosseriebauform war ein fünfsitziger Tourenwagen.
1906 standen sechs Modelle zur Wahl. Model G als viersitziger Tourenwagen und Model N als zweisitziger Runabout hatten einen Zweizylindermotor mit 14 PS Leistung sowie ein Fahrgestell mit 208 cm Radstand. Darüber rangierte das Model C. Es hatte ebenfalls einen Zweizylindermotor, aber mit 20 PS Leistung. Der Radstand von 229 cm ermöglichte einen Aufbau als Tourenwagen mit fünf Sitzen. Das Model B war das schwächste der Vierzylindermodelle. Der Motor war mit 24/28 PS angegeben. Der Radstand betrug 259 cm. Das Model K hatte einen 35-PS-Motor und 254 cm Radstand. Spitzenmodell war das Model F. Es hatte einen Motor mit 50 PS. Der Radstand maß 297 cm. Alle drei Modelle waren Tourenwagen mit fünf Sitzen.
1907 entfielen die Zweizylindermodelle. Model K hatte einen Motor mit 35 PS Leistung, 259 cm Radstand und einen Aufbau als fünfsitziger Tourenwagen. Das Model N unterschied sich nur durch den Radstand, der mit 272 cm etwas länger war. Darüber rangierte das Model R. Sein Motor leistete 50 PS. Der Radstand von 305 cm ermöglichte einen Aufbau als siebensitzigen Tourenwagen.
1908 gab es nur das Model 30. Der Motor war mit 35 PS angegeben. Der Radstand betrug 269 cm. Überliefert sind Tourenwagen mit fünf Sitzen, Roadster mit zwei Sitzen und Tourabout mit vier Sitzen.

## Modellübersicht
| Jahr | Modell   | Zylinder | Leistung (PS) | Radstand (cm) | Aufbau                                                      |
| ---- | -------- | -------- | ------------- | ------------- | ----------------------------------------------------------- |
| 1904 | Model A  | 2        | 16            | 203           | Tourenwagen 5-sitzig                                        |
| 1905 | Model A  | 2        | 16            | 203           | Tourenwagen 5-sitzig                                        |
| 1905 | Model B  | 2        | 16            | 229           | Side Entrance Tonneau                                       |
| 1905 | Model C  | 4        | 24            | 259           | Tourenwagen 5-sitzig                                        |
| 1906 | Model B  | 4        | 24/28         | 259           | Tourenwagen 5-sitzig                                        |
| 1906 | Model C  | 2        | 20            | 229           | Tourenwagen 5-sitzig                                        |
| 1906 | Model F  | 4        | 50            | 297           | Tourenwagen 5-sitzig                                        |
| 1906 | Model G  | 2        | 14            | 208           | Tourenwagen 4-sitzig                                        |
| 1906 | Model K  | 4        | 35            | 254           | Tourenwagen 5-sitzig                                        |
| 1906 | Model N  | 2        | 14            | 208           | Runabout 2-sitzig                                           |
| 1907 | Model K  | 4        | 35            | 259           | Tourenwagen 5-sitzig                                        |
| 1907 | Model N  | 4        | 35            | 272           | Tourenwagen 5-sitzig                                        |
| 1907 | Model R  | 4        | 50            | 305           | Tourenwagen 7-sitzig                                        |
| 1908 | Model 30 | 4        | 35            | 269           | Tourenwagen 5-sitzig, Roadster 2-sitzig, Tourabout 4-sitzig |